# Аткинс, Чет
Честер (Чет) Бертон Аткинс (Эткинс, англ. Chester Burton "Chet" Atkins; 20 июня 1924 — 30 июня 2001) — американский гитарист-виртуоз, продюсер и звукорежиссёр.
Его техника игры (фингерстайл), сложившаяся под влиянием Мерла Трэвиса, Джанго Рейнхардта, Джорджа Барнеса и Леса Пола, принесла ему популярность в США, а впоследствии и во всём мире. Аткинс продюсировал записи Перри Комо, Элвиса Пресли, Эдди Арнольда, Дона Гибсона, Джима Ривза, Джерри Рида, Скитер Дэвис, Конни Смит, Вэйлона Дженнингса и других.
Наряду с Овеном Брэдли является создателем особого, сглаженного стиля кантри-музыки, известного как Нашвилл Саунд. Этот стиль пришёлся по нраву поклонникам музыки кантри, а также привлёк внимание масс. Он повлиял на таких музыкантов, как Томми Эммануэль.

## Биография

### Детство
Чет Аткинс родился 20 июня 1924 года в Латрелле, Теннесси, около Клинчских гор, и рос младшим в семье с матерью, двумя братьями и сестрой. Его родители развелись, когда ему было шесть. Он начинал с укулеле, впоследствии перешёл на скрипку, но выторговал гитару за старый пистолет и несколько обязанностей по дому, когда ему было девять. Из-за болезни отца семье Чета пришлось переехать в Форстон, штат Джорджия. Там он посещал школу Mountain Hill.

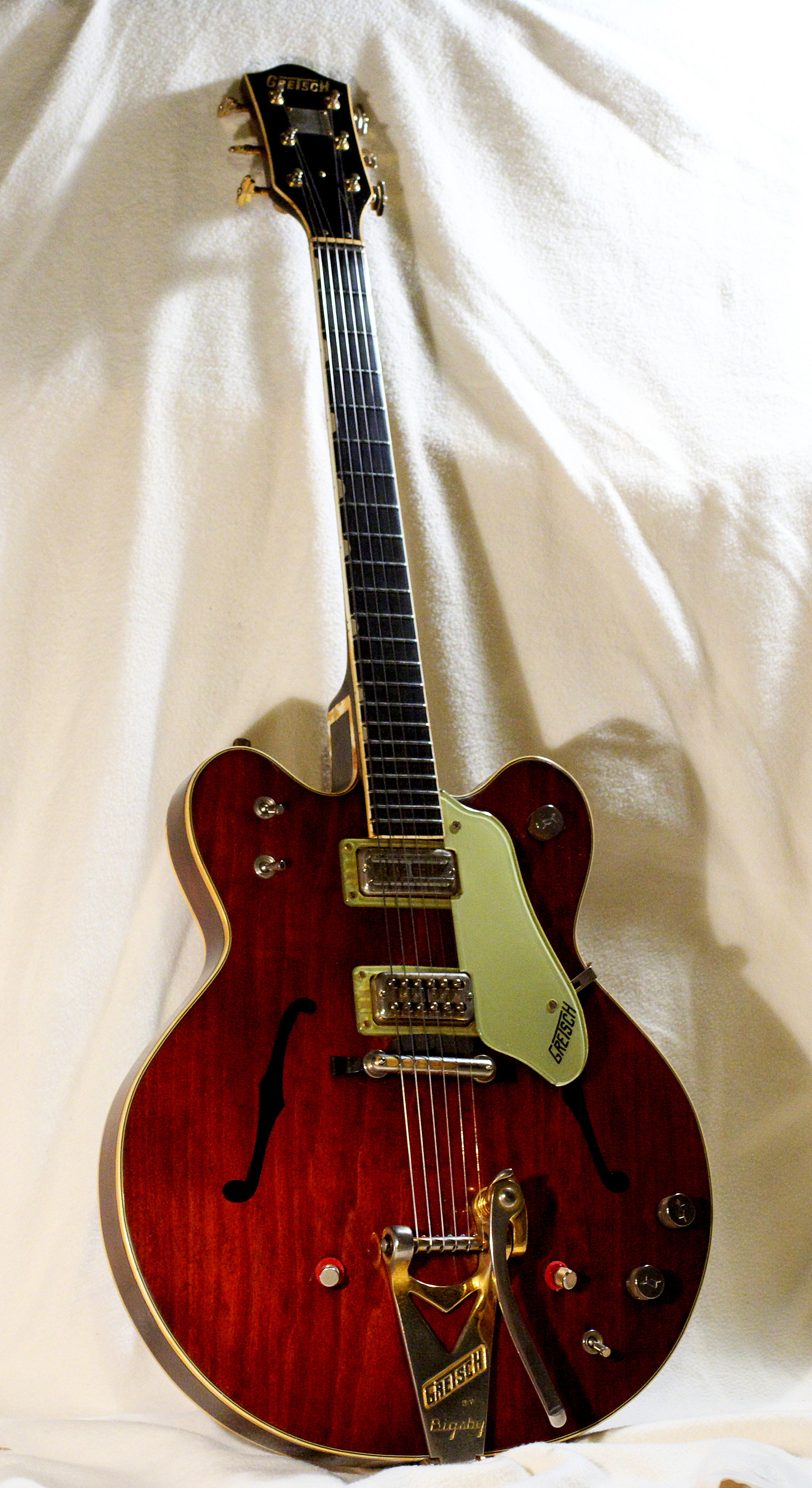
Гитара Чета Аткинса

Одним из первых наставников будущего гитариста был его старший брат, впоследствии также известный музыкант, в конце 1930-х годов игравший в паре с Лесом Полом.

### Начало карьеры
К моменту окончания школы, в 1941 году, Чет уже был сложившимся гитаристом. Используя свои контакты в мире музыки, он почти сразу же устроился музыкантом на радио и выступал на 'Bill Carlisle Show' в городе Ноксвилл, штат Теннесси. Одновременно с этим он стал участником группы Dixie Swingers.
Через три года он поменял место работы и подписал контракт с радиостанцией в городе Цинциннати.
В 1946 году Аткинс впервые появился в популярнейшей в то время передаче Grand Ole Opry. В том же году вышла его первая (пока ещё не сольная) пластинка.
Путь к вершине славы был сложен, и примером тому являются постоянные увольнения Аткинса с радиостанций. За следующие несколько лет он поменял много работ из-за неприятия его музыки руководством станций.

### Расцвет
Жизнь кидала Аткинса то в Спрингфилд (штат Миссури), то в Денвер (штат Колорадо). Однако фортуна все же не покинула Чета — в результате его скитаний по стране плёнка с его песнями попала в руки Стива Шоулса, который в то время руководил Чикагским отделением известнейшей компании звукозаписи — RCA.
По окончании прослушивания плёнки Шоулс позвонил Аткинсу и предложил ему сотрудничество.
Вскоре Чет уехал в Нашвилл, где на студии RCA записал восемь своих композиций, а также стал постоянным сотрудником компании. Благодаря своим связям с Шоулсом, он стал принимать участие в популярнейшей передаче «Grand Ole Opry». Таким образом, в Нашвилле (который является исторической столицей музыки «кантри») Аткинс стал своим человеком.
В 1953 году компания RCA сделала Чета своим постоянным консультантом в Нашвилле, а уже к концу 50-х вся страна знала его как одного из лучших гитаристов, благодаря его постоянному участию в записях пластинок с самыми известными исполнителями Америки.
В 1957 году Шоулс ушёл из RCA, оставив Чета менеджером отделения компании в Нашвилле. Однако корпоративная работа не убила в Аткинсе музыканта. В 1960 году он восхитил публику своей игрой на знаменитом джаз-фестивале в Ньюпорте, а в 1961 году был приглашен на сольный концерт в Белый дом.
В 1965 году одна из его сольных композиций попала в пятёрку лучших песен года.
После этого начался период некоторого творческого спада: Аткинс по-прежнему оставался одним из известнейших гитаристов страны, но его сольные работы редко поднимались выше 40-го места.
В начале 1970-х годов Чет опять вышел из тени, но не как сольный исполнитель, а как один из музыкантов популярного трио Nashville String Band.
К концу 1970-х годов работа с RCA стала для музыканта затруднительной: он уже давно хотел записывать сложные джазовые композиции, но компания не позволяла ему, ссылаясь на то, что джаз не популярная музыка. В результате все более нарастающих разногласий в 1982 году Чет ушёл из RCA в не менее популярную фирму Columbia Records.

### 1980—2000
Между 1982 и 1994 годами Чет записывал альбом за альбомом (в том числе — альбом 1990 года Neck and Neck, выпущенный в коллаборации с фронтменом группы Dire Straits Марком Нопфлером; номера из альбома получили ряд престижных наград, в том числе — премию «Грэмми» за лучшее совместное кантри-исполнение с вокалом). В стиле Аткинса в эти годы всё больше проявлялось влечение к джазу, однако не исчезали и нотки его фирменного кантри стиля. Параллельно с работой в Columbia Records вышли в свет учебные пособия и видеокассеты, на которых были детально описаны приёмы его игры. Благодаря этим пособиям тысячи гитаристов по всему миру смогли повысить свой уровень игры и расширить диапазон своих возможностей.
Самый известный учебник был выпущен в 1996 году и назывался The Guitar of Chet Atkins.
Близкие Чету друзья рассказывали, что в последние годы жизни Чет уже не мог играть, но он часто брал свою гитару (Gretsch) и просто держал её в руках, представляя, как он играет.
Чет Аткинс умер 30 июня 2001 года от рака.
В 2009 году влиятельный британский журнал Classic Rock включил Аткинса в список величайших гитаристов всех времен. В 2011 году журнал Rolling Stone включил его в список ста наиболее выдающихся гитаристов всех времен (№ 21).